# Cso Jundzsong (íjász)
Cso Jundzsong (hangul: 조윤정, RR: Jo Yun-jeong; 1969. szeptember 29.–) világ- és olimpiai bajnok dél-koreai íjásznő. Az 1992. évi nyári olimpiai játékokon egyéniben és csapatban is aranyérmet szerzett. Az 1993-as íjász-világbajnokságon egyéniben ezüstöt, csapatban aranyérmet szerzett.